# Evangelische Kirche (Nachrodt)

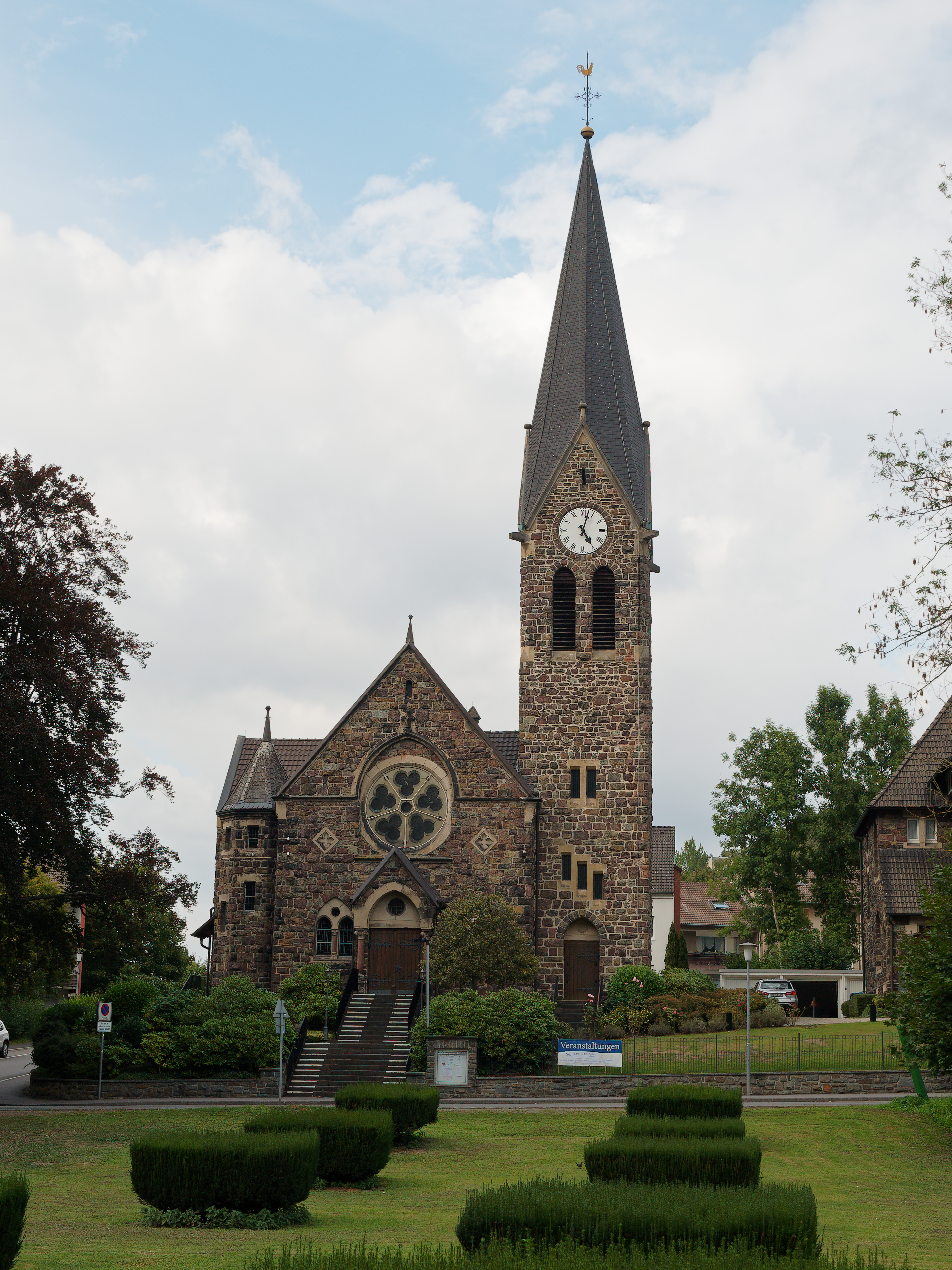
Evangelische Kirche Nachrodt

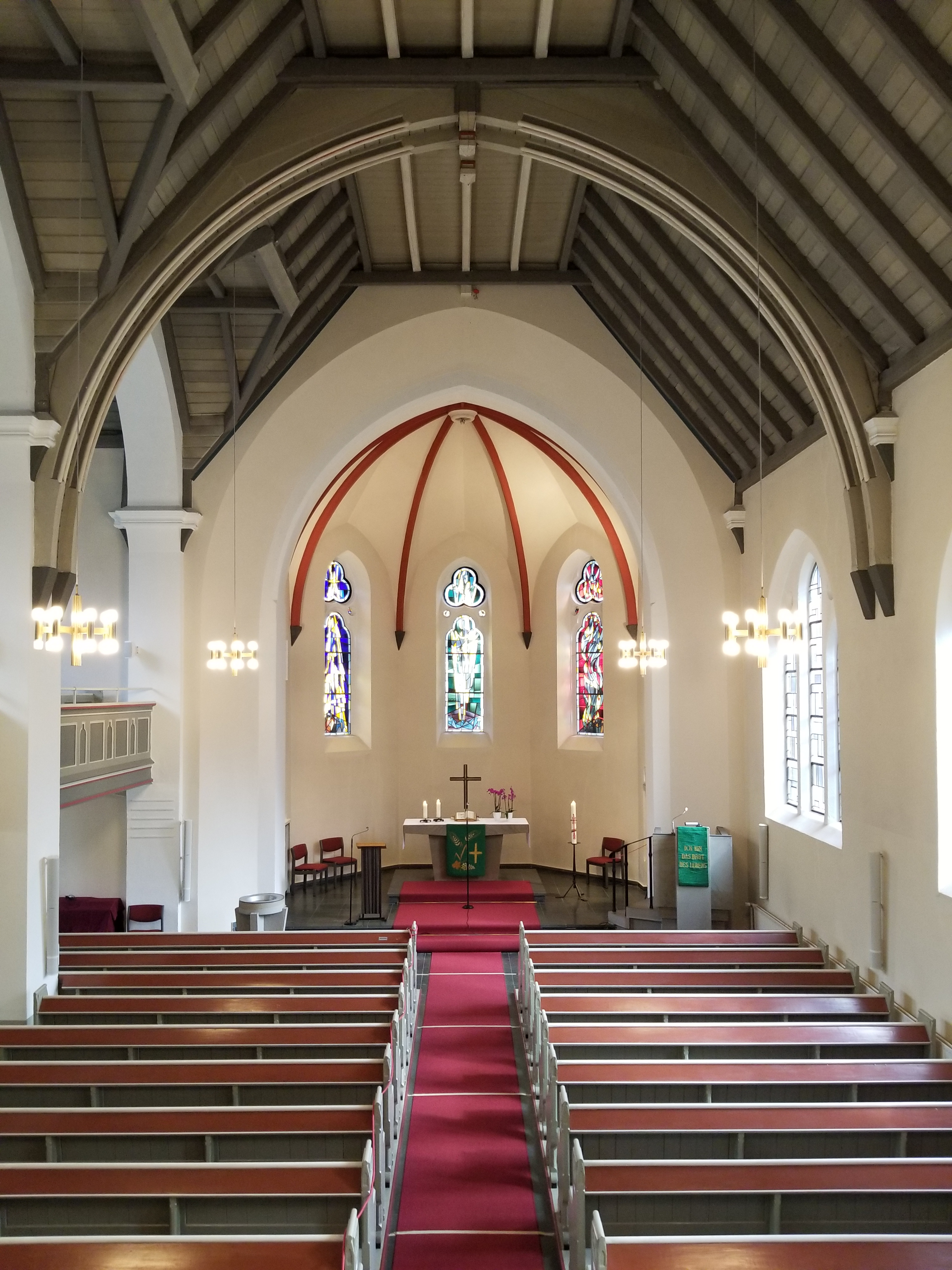
Blick in den Chorraum

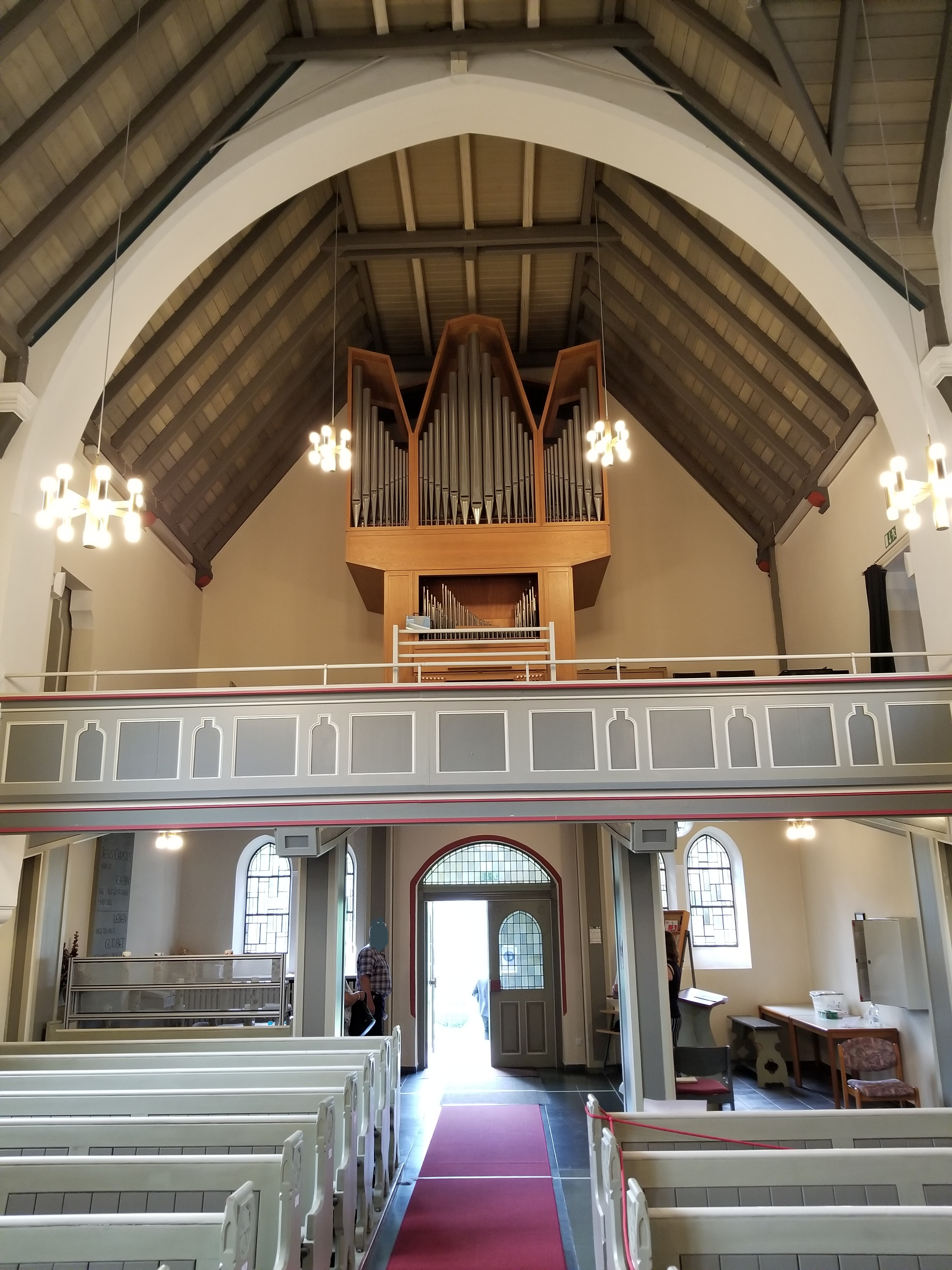
Blick zur Orgelempore

Die Evangelische Kirche Nachrodt ist eine neugotische Hallenkirche im Ortsteil Nachrodt der Gemeinde Nachrodt-Wiblingwerde.
Das Gebäude wurde in den Jahren 1903/1904 wirkungsvoll auf einer Anhöhe, auf einem 2760 m² großen Grundstück in Sichtweite von Haus Nachrodt errichtet. Das Grundstück wurde der Gemeinde von Eduard von Löbbecke (1854–1915) zur Verfügung gestellt. Die Grundsteinlegung erfolgte am 13. März 1904. Die Einweihung erfolgte am 6. Dezember 1904 durch den Generalsuperintendenten Nebe aus Münster.
Die Bruchsteinkirche mit getrennt stehendem Pfarrhaus wurde nach Plänen des Regierungsbaumeisters Karl Siebold aus Bethel mit einem Seitenschiff und einem seitlich angesetzten Turm errichtet.
Die zusammen mit der Kirche eingeweihte Ladegast-Orgel wurde 1971 ersetzt. Die neue Orgel stammt aus der Berliner Orgelbauwerkstatt Karl Schuke. Sie besitzt 19 Register, verteilt auf zwei Manuale und Pedal mit mechanischer Spiel- und Registertraktur.
Die Disposition der Orgel folgt der barocken Tradition bzw. der Orgelbewegung:
| I Hauptwerk C–g3 |                  |       |
| 01.              | Prinzipal        | 08′   |
| 02.              | Rohrflöte        | 08′   |
| 03.              | Oktav            | 04′   |
| 04.              | Flachflöte       | 02′   |
| 05.              | Sexquialtera 2f0 | 2 ⁄3′ |
| 06.              | Mixtur 4-5f      |       |
| 07.              | Trompete         | 08′   |
|                  | Tremulant        |       |

| II Brustwerk C–g3 |              |        |
| 08.               | Gedackt      | 08′    |
| 09.               | Spitzged.    | 04′    |
| 10.               | Prinzipal    | 02′    |
| 11.               | Quinte       | 1 2⁄3′ |
| 12.               | Scharff 3-4f |        |
| 13.               | Krummhorn 0  | 08′    |
|                   | Tremulant    |        |

| Pedal C–f1 |               |     |
| 14.        | Subbaß        | 16′ |
| 15.        | Gemshorn      | 08′ |
| 16.        | Choralbaß     | 04′ |
| 17.        | Hintersatz 4f |     |
| 18.        | Fagott 0      | 16′ |
| 19.        | Trompete      | 08′ |

- Koppeln: II/I, I/P, II/P

Seit dem 7. Mai 1911 schmückt die Kirche eine Turmuhr aus der Turmuhrenfabrik Ed. Korfhage & Söhne aus Buer.
Eine grundlegende Renovierung und Neugestaltung der Kirche erfolgte im Jahr 1965. Das Gebäude erhielt eine neue Verglasung, neue Fenster im Chor, eine neue Heizung und einen neuen Innenanstrich. Das Gestühl wurde überarbeitet. Erneuert wurden auch der Altar, die Kanzel und der Taufstein. Im Dezember 1965 weihte Oberkirchenrat Danielsmeyer aus Bielefeld die renovierte und neu gestaltete Kirche ein.
Seit dem 6. Juli 1987 stehen die Kirche und das Pfarrhaus unter Denkmalschutz.